# Pine Plains (ville, New York)
Pine Plains est une ville située dans le comté de Dutchess, dans l'État de New York, aux États-Unis. En 2010, elle comptait une population de 2 473 habitants, estimée au 1er juillet 2014 à 2 422 habitants.

## Démographie
Lors du recensement de 2010, la ville comptait une population de 2 473 habitants. Elle est estimée, en 2014, à 2 422 habitants.